# Vila Passagem
O Estádio Vila Passagem, refere-se a atividade de lazer de operários de uma famosa de tecidos. Trata-se de um estádio de futebol localizado na cidade de Neópolis, no estado de Sergipe, tem capacidade para 4.000 pessoas.